# مريم التميمي
مريم يحيى محمد التميمي (من مواليد 8 ديسمبر 2004) هي لاعبة كرة قدم سعودية تلعب في خط الوسط مع نادي الاتحاد في الدوري السعودي الممتاز للسيدات والمنتخب السعودي للسيدات.

## مسيرتها الكروية

### الأندية

#### نادي شعلة الشرقية
في أكتوبر 2022، انضمت التميمي إلى نادي شعلة الشرقية لموسم الدوري السعودي الممتاز للسيدات 2022–23. كانت قائدة الفريق، وشاركت في جميع المباريات ال14، وسجلت هدفين خلال الموسم.

### نادي الاتحاد
في أبريل 2023 أعلن نادي الاتحاد للسيدات التعاقد مع التميمي لمدة موسمين حتى 2025. في 23 أغسطس 2023، شاركت لأول مرة مع النادي في مباراة بطولة الأندية الأردنية والسعودية للسيدات ضد الاتحاد.

### دوليا
بعمر 17 سنة، تم استدعاء التميمي للمشاركة مع منتخب السعودية للسيدات الذي سافر إلى جزر المالديف للعب مباراتين وديتين، ضد سيشيل وجزر المالديف. في 20 فبراير 2022، بدأت مع المنتخب في المباراة ضد سيشيل والتي انتهت بنتيجة 2–0 لصالح السعودية. وسجلت أول هدف دولي لها من ركلة جزاء في الدقيقة 49 من نفس المباراة.

## الإحصائيات

### النادي
اعتبارا من 30 ديسمبر 2023
| النادي       | الموسم  | الدوري                         | الدوري | الدوري  | الكأس  | الكأس   | قاريا  | قاريا   | أخرى   | أخرى    | المجموع | المجموع |
| النادي       | الموسم  | الدرجة                         | الظهور | الأهداف | الظهور | الأهداف | الظهور | الأهداف | الظهور | الأهداف | الظهور  | الأهداف |
| ------------ | ------- | ------------------------------ | ------ | ------- | ------ | ------- | ------ | ------- | ------ | ------- | ------- | ------- |
| شعلة الشرقية | 2022–23 | الدوري السعودي الممتاز للسيدات | 14     | 2       | —      | —       | —      | —       | —      | —       | 14      | 2       |
| شعلة الشرقية | المجموع | المجموع                        | 14     | 2       | —      | —       | —      | —       | —      | —       | 14      | 2       |
| الاتحاد      | 2023–24 | الدوري السعودي الممتاز للسيدات | 4      | 0       | 0      | 0       | —      | —       | 3      | 0       | 7       | 0       |
| الاتحاد      | المجموع | المجموع                        | 4      | 0       | 0      | 0       | —      | —       | 3      | 0       | 7       | 0       |
| المجموع      | المجموع | المجموع                        | 18     | 2       | 0      | 0       | —      | —       | 3      | 0       | 21      | 2       |

### دوليا
اعتبارا من 8 يناير 2024
| المنتخب الوطني | السنة   | الظهور | الأهداف |
| -------------- | ------- | ------ | ------- |
| السعودية       | 2022    | 4      | 2       |
| السعودية       | 2023    | 4      | 1       |
| السعودية       | 2024    | 0      | 0       |
| المجموع        | المجموع | 8      | 3       |

يعرض الجدول نتائج وأهداف السعودية أولا، ويشير عمود الهدف إلى النتيجة بعد كل سجّلته التميمي.
| #. | التاريخ        | المكان                                           | الخصم    | الهدف | النتيجة | المسابقة                            |
| -- | -------------- | ------------------------------------------------ | -------- | ----- | ------- | ----------------------------------- |
| 1  | 20 فبراير 2022 | ملعب جالولو راسمي داندو، ماليه، جزر المالديف     | سيشل     | 2–0   | 2–0     | مباراة ودية                         |
| 2  | 28 سبتمبر 2022 | استاد الأمير سلطان بن عبد العزيز، أبها، السعودية | بوتان    | 1–2   | 2–4     | مباراة ودية                         |
| 3  | 11 يناير 2023  | استاد الأمير سعود بن جلوي، الخُبر، السعودية       | موريشيوس | 1–0   | 1–0     | البطولة الدولية الودية للسيدات 2023 |